# 山形県薬剤師会
一般社団法人山形県薬剤師会（いっぱんしゃだんほうじん やまがたけんやくざいしかい、英称: Yamagata Pharmaceutical Association）は、山形県の薬剤師を会員とする組織。

## 本部所在地
〒990-2411 山形県山形市前田町17-15

## 郡市薬剤師会
- 山形市薬剤師会
- 長井西置賜薬剤師会
- 米沢市薬剤師会
- 酒田地区薬剤師会
- 鶴岡地区薬剤師会
- 寒河江西村山薬剤師会
- 新庄最上薬剤師会
- 北村山地区薬剤師会